# Tesoro (Grecia)
El nombre de tesoro (en griego antiguo: θησαυρός, romanizado: thēsauros) es equívoco. Al referirlo a la Antigua Grecia se alude a pequeños edificios, a veces en forma de templo, construidos en los santuarios como ofrenda de una ciudad donde se guardaban los exvotos que llegaban de ella. Consistí en un edificio donde se depositaban objetos de valor. En un santuario panhelénico, solía adoptar la forma de un pequeño templo, con vestíbulo y sala principal.

## Definición y función
Para Georges Roux, retomando la definición formulada por Hesiquio de Alejandría en griego antiguo: εἰς ἀγαλμάτων καὶ χρημάτων καὶ ἱερ ῶν ἀπόθεσιν οἶκος, un tesoro es, dentro del recinto de un santuario, un monumento “consagrado” que puede ser a la vez una ofrenda y un edificio destinado a albergar ofrendas. Donado por una polis (ciudad), este tipo de edificio generalmente no está destinado a uso religioso. La ofrenda que representa un tesoro y/o alberga un tesoro es esencialmente de carácter cívico: puede realizarse en memoria de una victoria militar, de una victoria deportiva o para dar testimonio público de la prosperidad de una ciudades-Estado y su poder. 
Los tesoros solían parecerse a pequeños templos. En su mayoría eran de estilo dórico y el tipo dístilo in antis', es decir, tenían dos columnas en la fachada. El ejemplo más conocido es el Tesoro de los atenienses de Delfos, que ha sido restaurado. Algunos tesoros eran de estilo jónico, pero tenían columnas, cariátides, en lugar de las típicas columnas jónicas. También se conocen tesoros del estilo eólico. En algunos templos, como el Partenón, el opistodomos de la parte posterior se utilizaba como tesoro.

## Tesoros de los santuarios
En los grandes santuarios panhelénicos se construían tesoros para guardar estatuas y ofrendas votivas. Podían ser consagradas por soberanos o por ciudades que depositaban en ellas ricas ofrendas para el santuario. Los tesoros, al igual que los templos, se construían dentro del santuario (témenos) de un dios, y el propio edificio del tesoro tenía categoría de ofrenda.
Los tesoros de los santuarios de Delfos y Olimpia se construyeron entre los siglos VII y V a. C. El santuario de Olimpia tiene trece de ellos, construidos a lo largo de una línea en una terraza al norte del Metroon (el templo de Cibeles): uno fue construido por el tirano de Gela, otro por los habitantes de Mégara. El santuario de Delfos también incluye varios tesoros: tesoro de los tesoro de los corintios, tesoro de los sifnios, tesoro de los atenienses, tesoro de los sicionios, tesoro de los tebanos, tesoro de los tesalios y tesoro de los cireneos. Los tesoros del santuario de Delfos presentan una mayor variedad arquitectónica que los de Olimpia. El santuario de Delos también alberga edificios con la misma función, pero algunos fueron llamados simplemente oikoi ("casas").